# Coutances
Coutances è un comune francese di 10.690 abitanti situato nel dipartimento della Manica nella regione della Normandia.

## Geografia fisica
Situata all'inizio della penisola del Cotentin (lato occidentale), è capoluogo della circoscrizione (arrondissement) omonima, una delle quattro del dipartimento, che comprende 10 cantoni e 130 comuni. I cantoni compresi nella circoscrizione sono, oltre a quello della stessa Coutances, quelli di Bréhal, Cerisy-la-Salle, Gavray, La Haye-du-Puits, Lessay, Montmartin-sur-Mer, Périers, Saint-Malo-de-la-Lande e Saint-Sauveur-Lendelin.
La città sorge su una stretta altura disposta in senso nord-sud, che raggiunge i 91 m s.l.m. e si trova a circa 10 km dal mare. L'altura presenta fianchi scoscesi verso est, sud e ovest ed è racchiusa tra i fiumi Prépont ad est e Blusard a ovest, entrambi affluenti della Soulle, che scorre verso sud.

## Storia
Il territorio di Coutances era abitato dalla popolazione celtica degli Unelli (Unelles) che avevano la propria capitale nel centro di Cosedia. Le prime vestigia sull'altura oggi occupata dalla città risalgono tuttavia all'epoca della conquista romana della Gallia, nel I secolo a.C. L'insediamento non ebbe tuttavia grande importanza fino alla rifondazione agli inizi del IV secolo, con il nome di Constantia in onore di Costanzo Cloro: in quest'epoca la città era capoluogo del pagus Costantinus e ospitava un prefetto militare e una guarnigione, con lo scopo di controllare la via tra Rennes e Valognes, che all'interno della città costituiva il principale asse urbano.
Dal V secolo fu sede episcopale e il territorio della diocesi corrisponde all'incirca a quello dell'attuale dipartimento. A causa delle incursioni normanne, tra il IX e l'XI secolo la sede vescovile fu spostata a Rouen e a Saint-Lô.
Nel 933 la città e il suo territorio entrarono a far parte del ducato di Normandia, ma il suo valore difensivo era scarso e i duchi vi ebbero solo un modesto castello ("Tour Le Comte"). Nel 1204 fu inserita con tutta la Normandia nei possedimenti del re di Francia. Ebbe una cinta di mura sotto Carlo V, poco dopo distrutta sotto Luigi XI.
Durante la guerra dei Cent'anni fu occupata dagli inglesi tra il 1418 e il 1449 e al ritorno alla Francia seguì un periodo di intensa ricostruzione (chiesa di Saint-Pierre, campanile dell'Ospedale e chiesa di Saint-Nicolas). Negli anni 1560 subì nuove distruzioni a causa delle Guerre di religione e della peste. Vi fu impiantata la prima stamperia e il primo libro a stampa vi venne pubblicato nel 1597.
Nel 1639 fu interessata alla rivolta dei "Nu-Pieds", duramente repressa. Nei secoli seguenti vi furono costruite diverse residenze (in particolare lungo l'attuale rue Quesnel-Morinière).
Durante la Rivoluzione francese perse il suo ruolo di capitale amministrativa e la prefettura fu spostata nel 1795 a Saint-Lô. Agli inizi del XIX secolo il sindaco, il barone Duhamel fece sistemare dei viali alberati per facilitare la circolazione (rue de Tourville). Le attività prevalenti rimasero la tessitura e il commercio della tangue, un particolare concime estratto dalle sabbie del litorale. Nel 1878 fu costruita una linea ferroviaria tra Coutances e Saint-Lô.

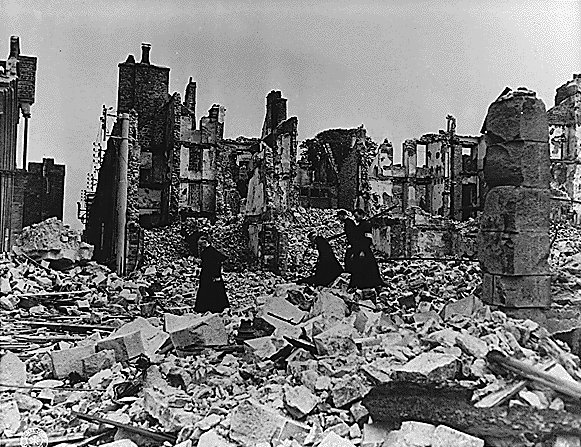
Rovine di Coutances nel 1944.

Durante la seconda guerra mondiale la città fu distrutta al 60% dai bombardamenti (6 e 13 giugno del 1944). Tra il 1947  e il 1957 la città fu ricostruita sotto la direzione di Louis Arretche, che mantenne le funzioni dei quartieri cittadini, modificando tuttavia il tracciato delle strade, allargate e regolarizzate per favorire la circolazione. Le nuove strade diritte offrivano legami visivi tra le chiese di Saint-Pierre e di Saint-Nicolas e la cattedrale. Per le facciate delle case furono scelte forme tradizionali e spesso l'utilizzo della pietra locale. La città si è successivamente espansa verso nord, con nuovi quartieri e una zona industriale.

## Società

### Evoluzione demografica
Abitanti censiti

## Monumenti
Le distruzioni dei bombardamenti del 1944 risparmiarono i più importanti monumenti cittadini e gran parte dei quartieri antichi.

### La cattedrale

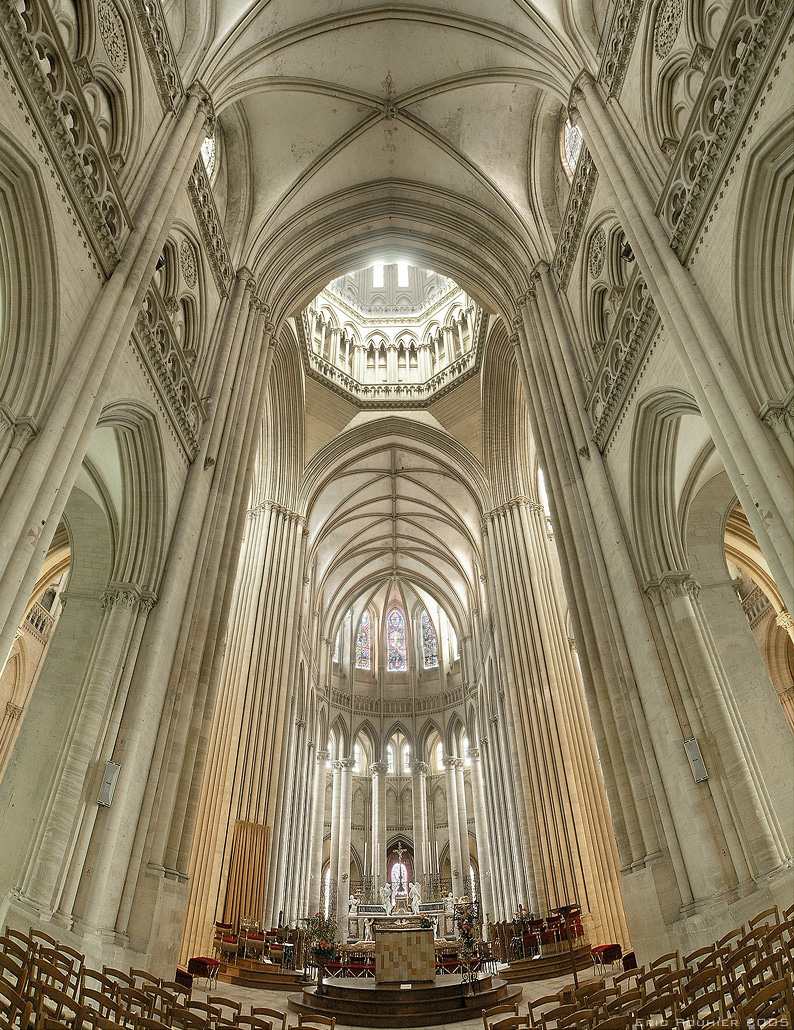
L'interno della cattedrale di Notre-Dame de Coutances

### Il Palazzo Vescovile (Évêché)
La residenza del vescovo fu costruita all'epoca di Luigi XV, per volere del vescovo Jacques Lefévre du Quesnoy e su progetto dell'architetto Basché, ingegnere della Generalità di Caen. La facciata utilizza mattoni, blocchi in pietra (puddinga di Gravay), intonaco color ocra e ardesia, con un bell'effetto cromatico. L'interno, distrutto dai bombardamenti del 1944 è stato totalmente ricostruito.

### Chiesa di Saint-Pierre
La chiesa è attestata da un documento del 1056 e fu edificata da una compagnia di maestri costruttori in un modesto spazio compreso tra i due più antichi assi cittadini: è infatti lunga solo 42 m, mentre il transetto raggiunge una larghezza di 25 m e le tre navate di oltre 16 m.
Un campanile in stile gotico flamboyant molto simile alla torre campanaria dell'Hôtel-Dieu, sormontata da una piccola cupola rinascimentale. L'incrocio del transetto è sormontato da una torre-lanterna ottagonale, della metà del XVI secolo, fiancheggiata da torri più piccole in corrispondenza degli angoli del transetto, che le danno un aspetto quadrato, ed è sormontata da un tetto cuspidato relativamente basso.
L'interno, a tre navate e con coro a deambulatorio, si deve ad un rifacimento del 1494, voluto dal vescovo Geoffroy Herbert e ricordato da un'iscrizione. Tra le arcate e le soprastanti finestre passa una galleria con balaustre finemente decorate in stile flamboyant.
Le finestre avevano vetrate in gran parte distrutte nei bombardamenti. Il pulpito era stato realizzato nel 1737 da Gilles Robert de la Croix per il convento dei Cappuccini da dove fu trasferito nella chiesa nel 1808. Nella chiesa sono presenti diverse iscrizioni che ricordano l'istituzione di diverse fondazioni pie.
L'attuale piazza a sud della chiesa occupa il sito dell'antico cimitero parrocchiale e la vicina rue Saint-Pierre conserva case del ceto artigiano del XVI secolo, organizzate intorno ai cortili, spesso con pozzo comune protetto da un'edicola (puits encapuchonné) e con scale per i piani superiori inseriti in torrette cilindriche.

### Chiesa di Saint-Nicolas
Una prima cappella era stata costruita nel XIII secolo e fu sostituita da una chiesa più vasta nel XIV. Fu quindi riparata agli inizi del XV dopo i guasti subiti durante la guerra dei Cent'anni. Fu infine quasi totalmente ricostruita dopo la distruzione subita nel 1562 durante le guerre di religione: dell'edificio medioevale restano solo il campanile sopra un portico e parte della facciata occidentale.
A causa della carenza di denaro, per le modeste condizioni economiche dei parrocchiani, i lavori procedettero lentamente. La navata fu completata tra il 1576 e il 1614, ma senza poter rimpiazzare l'antica facciata medioevale. Il capitolo della cattedrale pagò le spese per la ricostruzione del coro a deambulatorio, datato da un'iscrizione al 1620-1622, il cui decoro fu scolpito nello stile in voga sotto Luigi XIII; la copertura a volta e la pavimentazione del coro risalgono solo al XVIII secolo. Il transetto fu edificato tra il 1615 e il 1660 e coperto a volta nel 1665, mentre la torre-lanterna fu completata solo nel 1701.
Nel 1944 fu danneggiata nel corso dei bombardamenti e fu oggetto di importanti lavori di restauro tra il 1946 e il 1996.

### Municipio (Hôtel de Ville)
Il palazzo de Cussy, costruito tra la fine del XVII e gli inizi del XVIII secolo, ospita dal 1819 il municipio. La facciata fu ricostruita in forme più monumentali tra il 1905 e il 1907, mentre si conserva nel cortile la scala originaria.

### Giardino botanico (Jardin des Plantes)
Il giardino esisteva già nel XVI secolo, di proprietà di Julien Rihouey, avvocato. A partire dal 1675 fu proprietà della famiglia Le Poupinel, signori di Quettreville. Durante la Rivoluzione francese il giardino fu venduto al mercante Charles Laurent, mentre la residenza, inizialmente confiscata, tornò in seguito ai Le Poupinel. Nel 1803 il cavalier d'Ouessey, comprò la casa e nel 1816 il giardino, che fu di nuovo riunito ad essa. La proprietà passò quindi nel 1823 a Jean-Jacques Quesnel de La Moriniére, che nel 1852 la cedette per testamento alla città, a condizione che fosse adibita ad usi di pubblica utilità.
Di conseguenza, per rispettare le volontà dell'ultimo proprietario, Adèle Sébastien Minel elaborò un progetto di giardino, che mescolava terrazze all'italiana, boschetti all'inglese e giochi d'acqua. Fu eretto un obelisco in granito in memoria del donatore e i lavori di sistemazione sui tre livelli furono completati nel 1855.
Il giardino ospita 47.000 piante è stato inserito nell'inventario supplementare dei Monumenti storici nel 1992. Dopo i danni subiti nel 1999 da una tempesta, alcuni alberi sono stati espiantati.
Vi si trovano diverse sculture, soprattutto del XIX secolo,  e vi è conservata anche un'antica pressa per la fabbricazione del sidro.

### Museo Quesnel-Morinière
Nella residenza donata insieme all'attuale giardino botanico, costruita nel XVII secolo in granito locale e ingrandita nel XIX secolo da una orangerie o serra degli aranci, è stato sistemato il museo civico, creato nel 1868 su iniziativa di Basile Quesnel e aperto al pubblico nel 1874. Raccolse i materiali donati dalla locale Società Archeologica di Coutances e vari doni di privati e depositi statali. Il primo catalogo fu del 1866. Fu danneggiato nei bombardamenti del 1944 che distrussero gran parte della collezione di armi e di numismatica. Conserva opere di pittura a partire dal XVII secolo, soprattutto di artisti locali o legati a temi locali, una collezione di ceramiche normanne del XIX secolo (delle produzioni dei centri di Néhou, Sauxemesnil e Vindefontaine) (collezione Stephen-Chauvet, donata nel 1984).

### Hôtel Dieu
Situato nell'omonimo sobborgo nella parte meridionale della città, presso le rive della Soulle, e oggi centro ospedaliero della città, fu fondato nel 1209 dal vescovo Hugues de Morville. e divenne di sempre maggior importanza. L'edificio fu costantemente ampliato e modificato.
Nei pressi la torre campanaria della vecchia chiesa degli agostiniani, con la sua copertura cuspidata, in stile gotico flamboyant, appartiene al XV secolo e fu finanziata dal vescovo Geoffroy Herbert.
Nei pressi dell'Hôtel Dieu sorge il convento delle monache agostiniane, costituito da tre ali che circondano un chiostro con arcate in mattoni. Sul quarto lato tra il 1682 e il 1689 fu costruita la cappella, una rotonda coperta a cupola con portale affiancato da colonne ioniche in marmo.

### Acquedotto
L'acquedotto fu costruito nel 1252 dal governatore della città Foulques Paisnel e ricostruito dai domenicani nel 1595 dopo le distruzioni delle guerre di religione. Era lungo 240 m e conduceva in città le acque della sorgente Ecoulanderie e alimentava le fontane cittadine. Cessò di funzionare nel XVIII secolo e cadde a poco a poco in rovina: delle originali sedici arcate ne restano in piedi attualmente solo tre.
Dai piloni dell'acquedotto ha preso il nome il quartiere dei Piliers, che fino al XIX secolo fu il quartiere artigiano, dedicato alle attività della tessitura. Le case sono costituite dall'abitazione, con scala di accesso, sopra il laboratorio seminterrato per la tessitura. Le attività artigiane declinarono dopo che il quartiere fu attraversato nel 1855 dalla nuova strada per Saint-Malo-de-La-Lande.

## Attività culturali
Dal 1982 si svolge ogni anno in città un festival di jazz (Jazz sous les Pommiers).

## Amministrazione

### Gemellaggi
- Ilkley
- Ochsenfurt
- La Pocatière
- Saint Ouen
- Troina